# El Catllar
|  | Per a altres significats, vegeu «Catllar». |

El Catllar és una vila i municipi de la comarca del Tarragonès.

## Etimologia
Segons Antoni Maria Alcover i Francesc de Borja Moll, el nom del Catllar prové del llatí tardà castĕllāre, ‘lloc defensat per un castell’.

## Història
El 10 de juny de 1641, durant el setge de Tarragona de la guerra dels Segadors, els miquelets de Josep Margarit i de Biure van derrotar les tropes espanyoles que havien sortit de Tarragona a farratjar a la batalla del Catllar.
En realitzar les obres d'excavació del fossar del castell es descobrí un poblat preibèric.
Destaca una curiosa construcció monolítica anomenada l'Agulla, vora el riu Gaià.
El 2015 s'inaugura el Centre Penitenciari Mas d'Enric, ubicat al sud-oest del terme municipal del Catllar.

## Geografia
- Llista de topònims del Catllar (Orografia: muntanyes, serres, collades, indrets..; hidrografia: rius, fonts...; edificis: cases, masies, esglésies, etc).

## Demografia
| Entitat de població | Habitants (2024) |
| el Catllar          | 1.144            |
| el Mas de Pallarès  | 492              |
| l'Esplai Tarragoní  | 395              |
| Parc de Llevant     | 390              |
| el Mas de Blanc     | 327              |
| els Cocons          | 292              |
| la Cativera         | 261              |
| els Manous          | 256              |
| Mas Vilet dels Pins | 198              |
| Coll de Tapioles    | 162              |
| el Mèdol            | 131              |
| la Quadra           | 117              |
| el Mas de Cargol    | 99               |
| Bonaigua            | 93               |
| el Mas de Gerembí   | 90               |
| Pinalbert           | 71               |
| Bonaire             | 67               |
| el Mas de Panxer    | 66               |
| el Mas de Moragons  | 55               |
| Sant Roc            | 53               |
| Santa Tecla         | 18               |
| el Mas de Cosme     | 17               |
| Masieta de Salort   | 2                |
| Font: Idescat       |                  |

| 1497 f | 1515 f | 1553 f | 1717 | 1787  | 1857  | 1877  | 1887  | 1900  | 1910  |
| ------ | ------ | ------ | ---- | ----- | ----- | ----- | ----- | ----- | ----- |
| 48     | 61     | 87     | 771  | 1.000 | 1.510 | 1.223 | 1.261 | 1.252 | 1.067 |

| 1920  | 1930  | 1940 | 1950 | 1960  | 1970 | 1981 | 1990  | 1992  | 1994  |
| ----- | ----- | ---- | ---- | ----- | ---- | ---- | ----- | ----- | ----- |
| 1.072 | 1.046 | 893  | 948  | 1.000 | 892  | 767  | 1.099 | 1.346 | 1.346 |

| 1996  | 1998  | 2000  | 2002  | 2004  | 2006  | 2008  | 2010  | 2012  | 2014  |
| ----- | ----- | ----- | ----- | ----- | ----- | ----- | ----- | ----- | ----- |
| 1.828 | 1.945 | 2.363 | 2.691 | 3.070 | 3.519 | 3.973 | 4.124 | 4.164 | 4.222 |

| 2016  | 2018  | 2020  | 2022  | 2024  | 2026 | 2028 | 2030 | 2032 | 2034 |
| ----- | ----- | ----- | ----- | ----- | ---- | ---- | ---- | ---- | ---- |
| 4.211 | 4.344 | 4.557 | 4.921 | 5.218 | -    | -    | -    | -    | -    |

## Eleccions al Parlament de Catalunya del 2012
| Candidatura | Candidatura   | Cap de llista          | Vots  | Regidors | % vots |
| ----------- | ------------- | ---------------------- | ----- | -------- | ------ |
|             | CiU           | Artur Mas              | 610   |          | 29,66  |
|             | ERC           | Oriol Junqueras        | 287   |          | 13,95  |
|             | PPC           | Alicia Sánchez-Camacho | 273   |          | 13,27  |
|             | PSC           | Pere Navarro           | 259   |          | 12,59  |
|             | C's           | Albert Rivera          | 226   |          | 10,99  |
|             | ICV-EUiA      | Joan Herrera           | 165   |          | 8,02   |
|             | CUP           | David Fernández        | 71    |          | 3,45   |
|             | Vots en blanc |                        | 38    |          | 1,84   |
|             | Altres        |                        | 127   |          | 9,63   |
| Total       | Total         | 2.064                  | 2.064 |          | 67,5   |